# Évêque de Dudley
L'évêque de Dudley est un titre épiscopal utilisé par un évêque suffragant du diocèse de l'Église anglicane de Worcester, dans la province de Canterbury en Angleterre. Le titre tire son nom de la ville de Dudley dans les West Midlands. Du 1er octobre 1993 à 2002, l'évêque était un évêque de secteur pour les paroisses du Black Country.

## Liste des évêques
| Évêque de Dudley | Évêque de Dudley | Évêque de Dudley | Évêque de Dudley                                                   |
| De               | Jusqu'à          | Titulaire        | Notes                                                              |
| ---------------- | ---------------- | ---------------- | ------------------------------------------------------------------ |
| 1974             | 1977             | Michael Mann     |                                                                    |
| 1977             | 1993             | Tony Dumper      | Premier évêque de secteur depuis 1993.                             |
| 1993             | 2000             | Rupert Hoare     |                                                                    |
| 2000             | 2013             | David Walker ,   | Dernier évêque de secteur jusqu'en 2002; Translation à Manchester. |
| 2014             | présent          | Graham Usher     | [ 6 ]                                                              |
| Source(s):       |                  |                  |                                                                    |